# Соцмісто (Кривий Ріг)
Соцмíсто (Соціалістичне місто [містечко], розм. — Социк) — історична місцевість у Кривому Розі, розташована у центрі Металургійного району міста.

## Історія

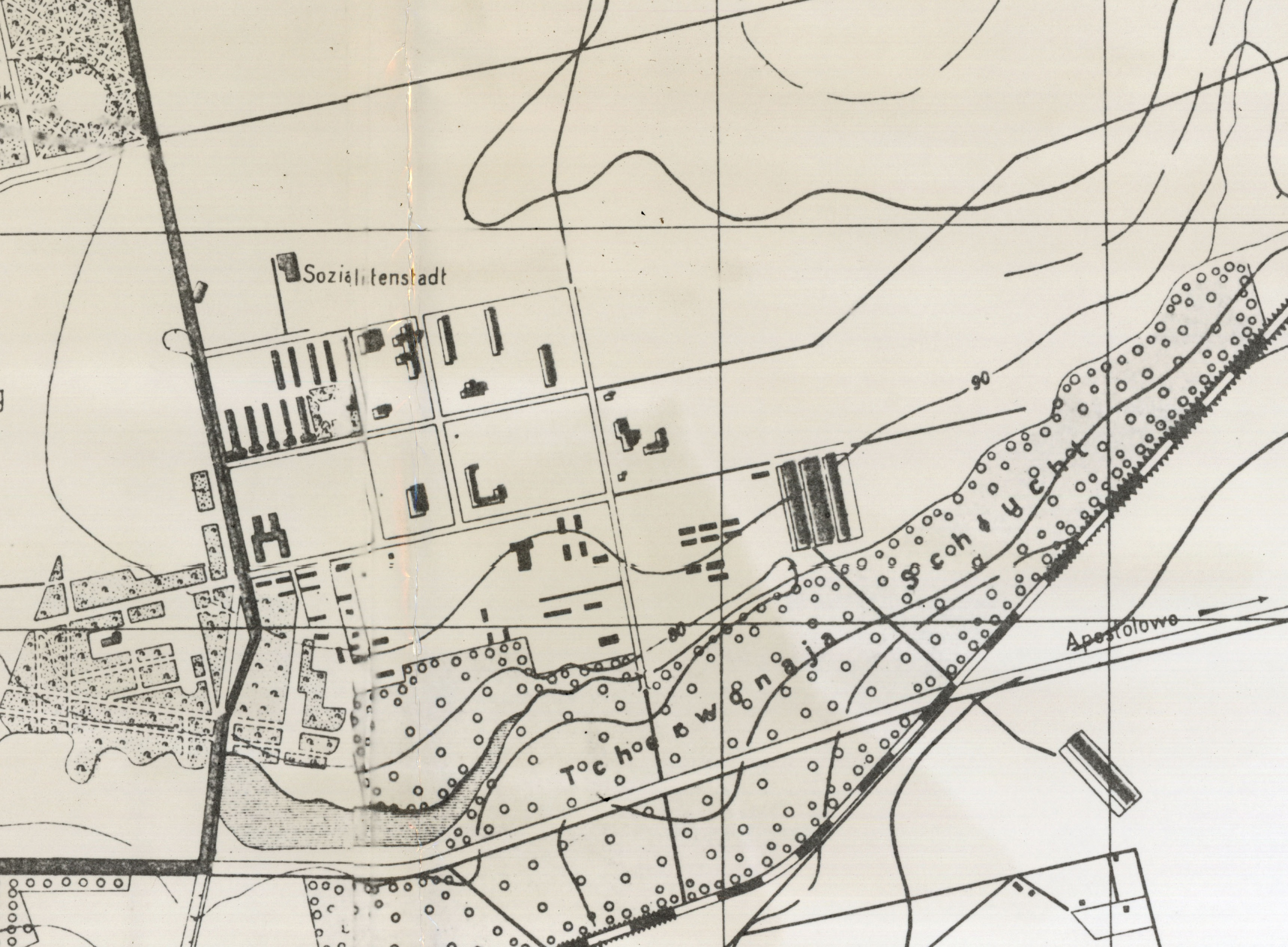
План Соцміста часів німецької окупації. 1943 рік

Район почав забудовуватися в середині 1930-х років (1933—1936) архітекторами Й. Ю. Каракісом спільно з П. Г. Юрченко у зв'язку з будівництвом заводу «Криворіжсталь». Будівництво почалося з бараків і землянок. Першими на початку 30-х були побудовані будинки на сучасній вулиці Степана Тільги. Діяли Діловий клуб КМЗ, СШ № 16, аптека, кінний двір, базарна площа (сучасна територія кінотеатру «Космос»).
Під час Другої світової війни на території діяла підпільна група Ю. Козаченка.
Район був відбудований на початку 1950-х роів, а остаточно будівництво було завершено у 1950-1980-х роках. В цей період над проєктуванням окремих об'єктів району працювала архітекторка О. А. Коренчук.
16—18 червня 1963 року в районі Соцміста відбулись масові заворушення та акти громадянської непокори, приводом до яких стало перевищення своїх повноважень працівниками міліції щодо солдата Тараненка. Протестувальники блокували Дзержинський районний відділок міліції протягом 16—17 червня. У ніч з 17 на 18 червня 1963 року проти протестувальників були кинуті військові. У сутичках з ними за офіційними даними загинуло 4, поранено 15 осіб, а за неофіційними даними — 7 осіб загинуло, кілька десятків поранено. Також було заарештовано 86 осіб. Лише за офіційними даними 36 осіб під час сутичок отримали важкі травми. За судовим вироком було засуджено 41 особу

## Сучасність
По суті Соцмісто стало адміністративним центром Кривого Рогу. Серед вулиць і магістралей: проспект Металургів, вулиці Вадима Гурова, Соборності, Героїв АТО, Володимира Бизова, Святогеоргіївська, Віталія Матусевича та інші.

## Визначні місця
- Криворізький державний цирк;
- стадіон «Металург»;
- Криворізька міська рада;
- парк ім. Богдана Хмельницького;
- парк Героїв;
- найбільший у світі квітковий годинник[4];
- Криворізький національний університет

## Цікаві факти
- Житловий масив «Мурашник» на Соцмісті займає шосте за довжиною місце серед усіх будівель України — його протяжність сягає 680 м;

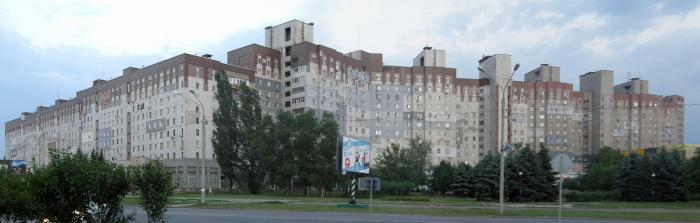

- На житломасиві «Мурашник» виріс шостий Президент України Володимир Зеленський. Він також навчався у гімназії № 95, яка розташована неподалік.

## Відомі люди
- Володимир Зеленський — український шоумен, політик, 6-й президент України.

## Галерея

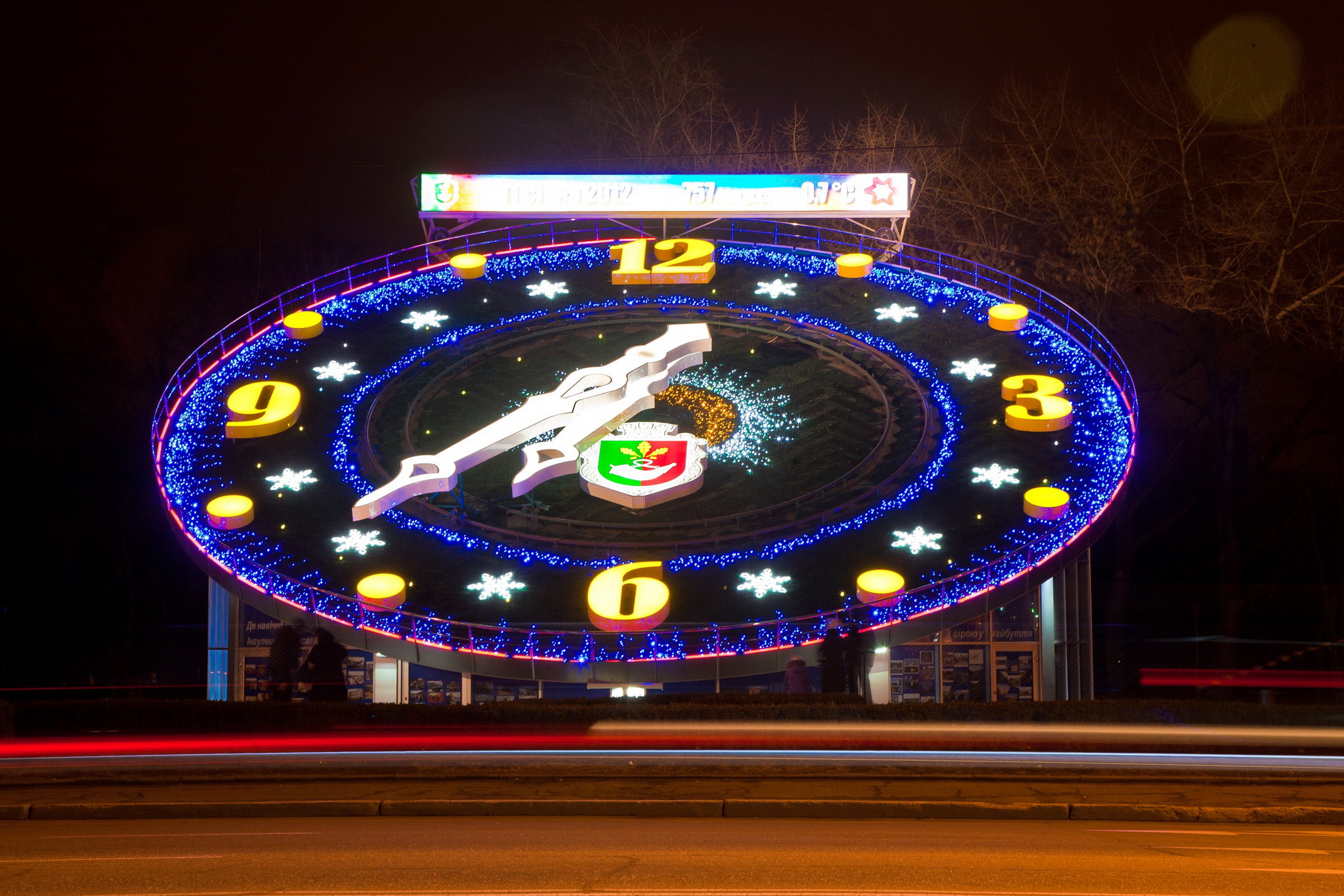
Найбільший у світі квітковий годинник. Лютий 2012 року
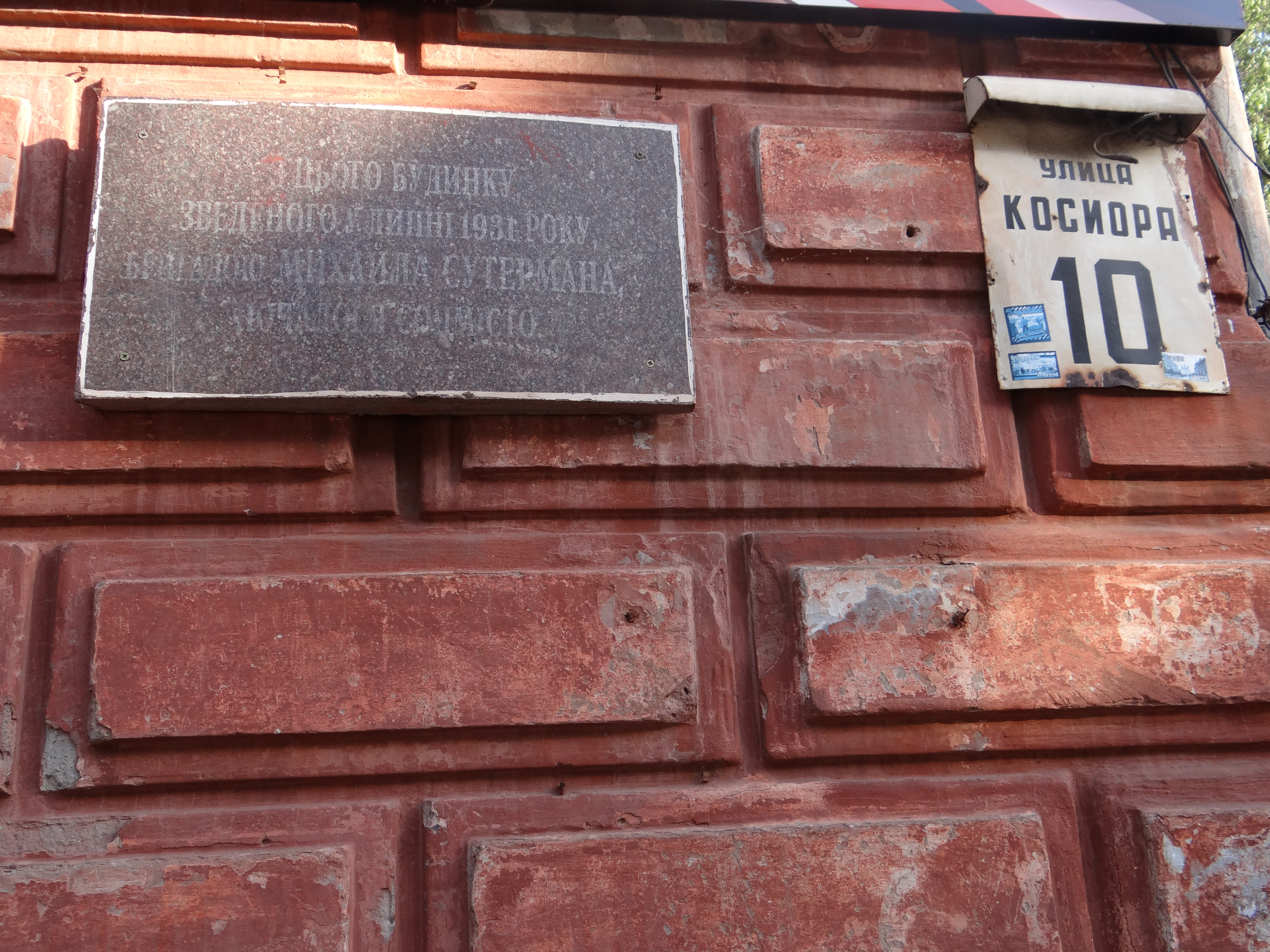
Вул. Соборності, 10, перший будинок на Соцмісті
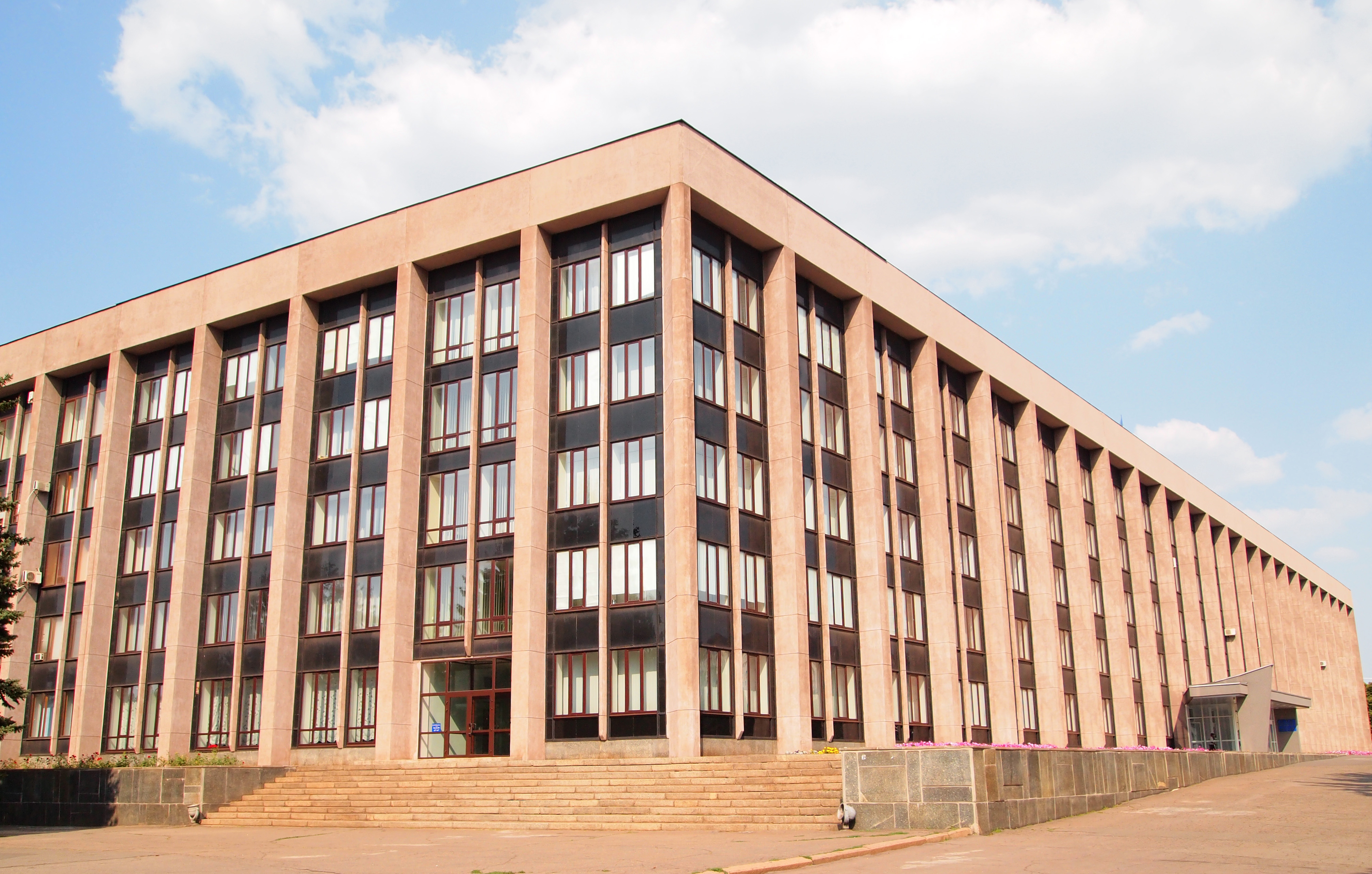
Будівля Криворізької міської ради та виконкому
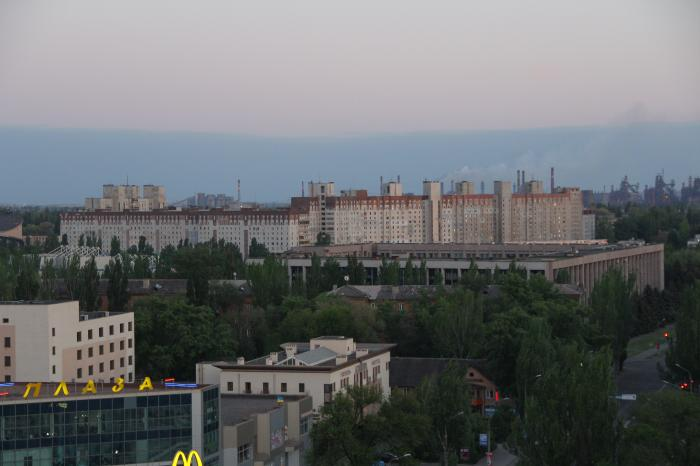
Погляд на «Мурашник» зі сторони 95 кварталу
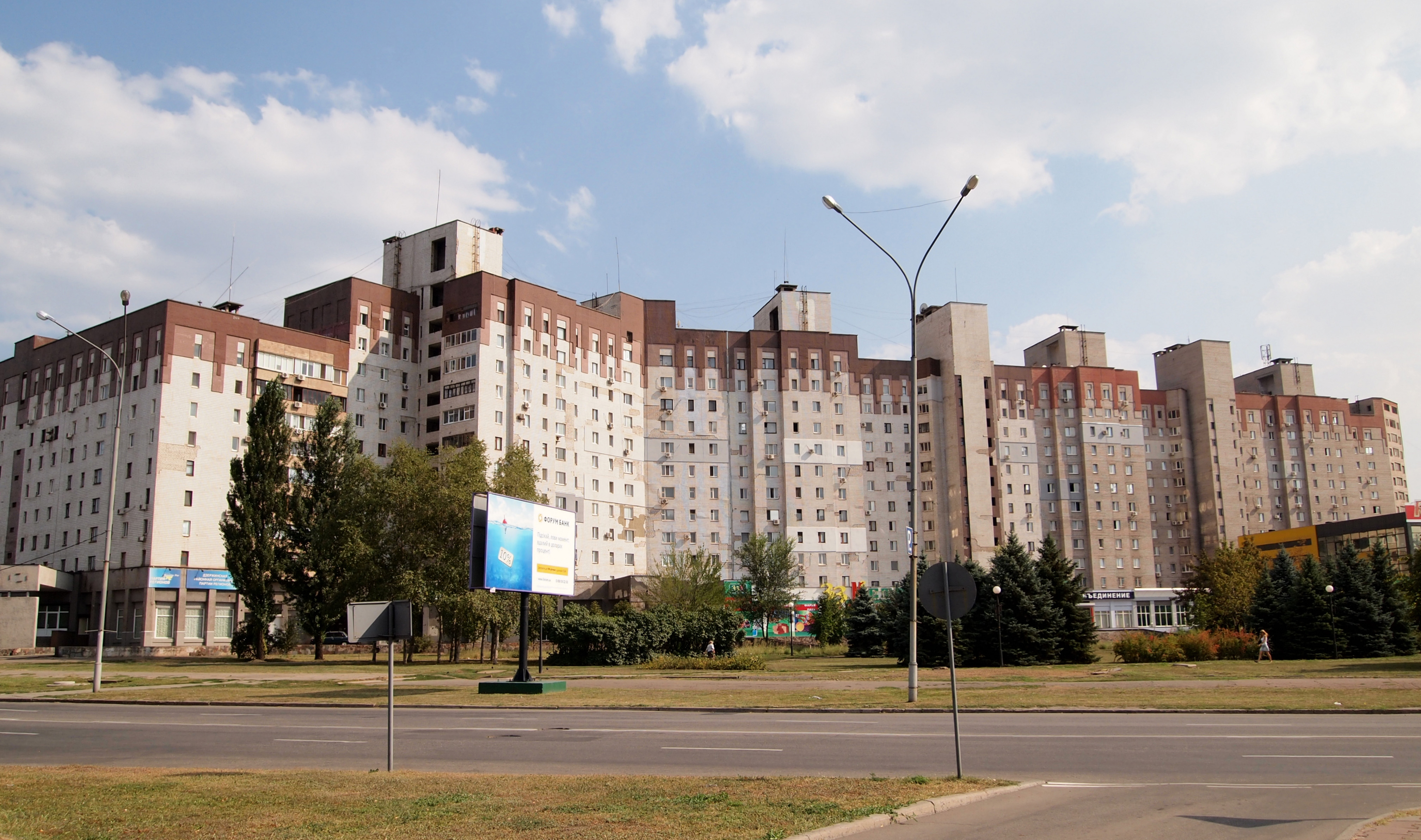
Житломасив «Мурашник», одна з найдовших будівель України, символ Соцміста
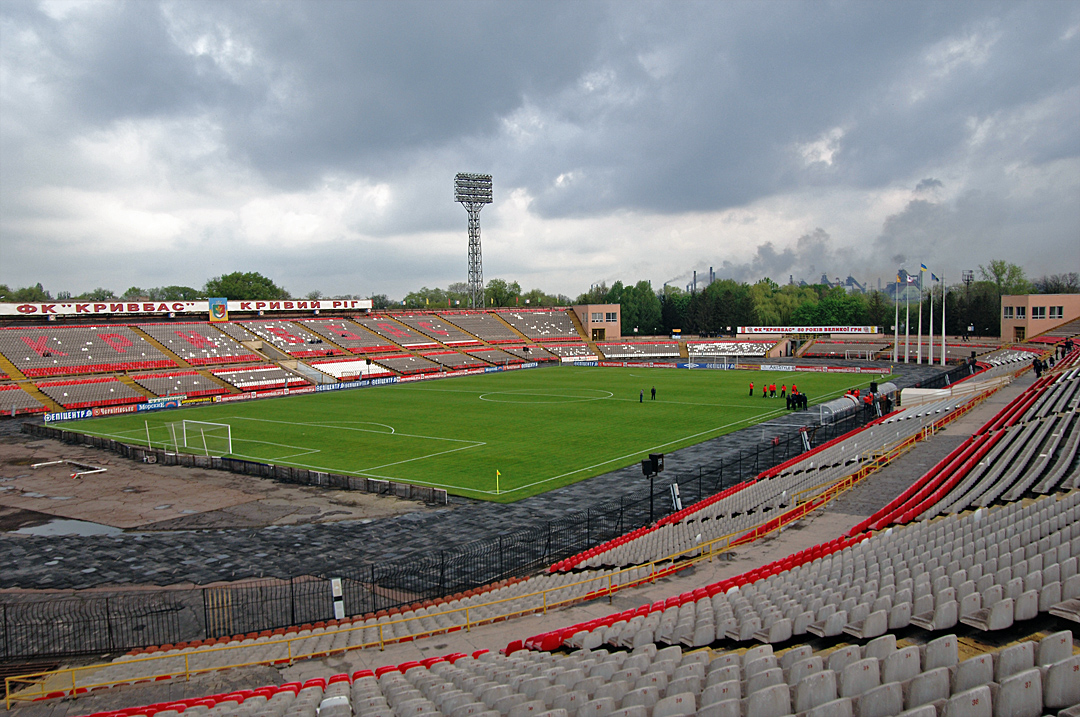
Стадіон «Металург»
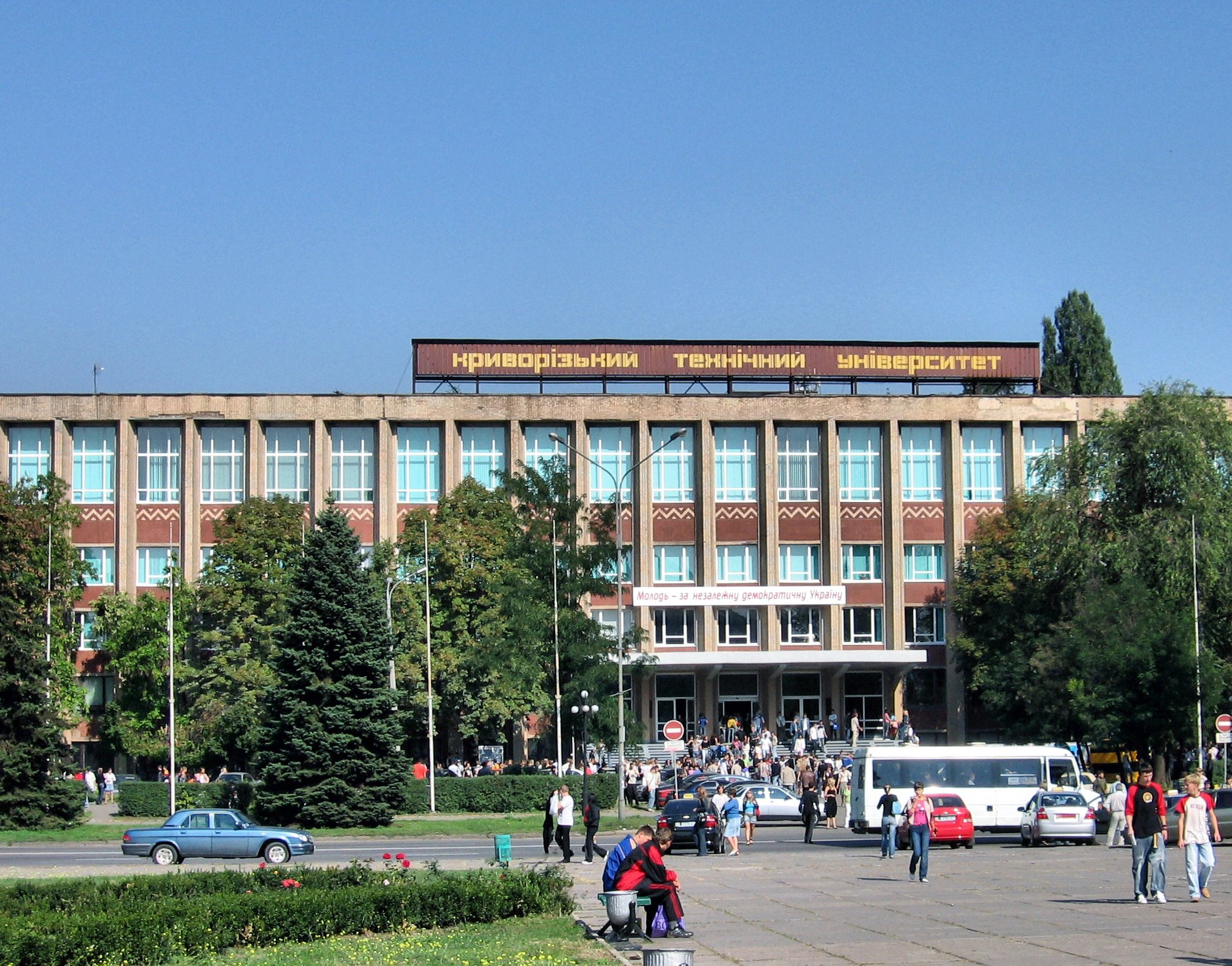
Криворізький національний університет
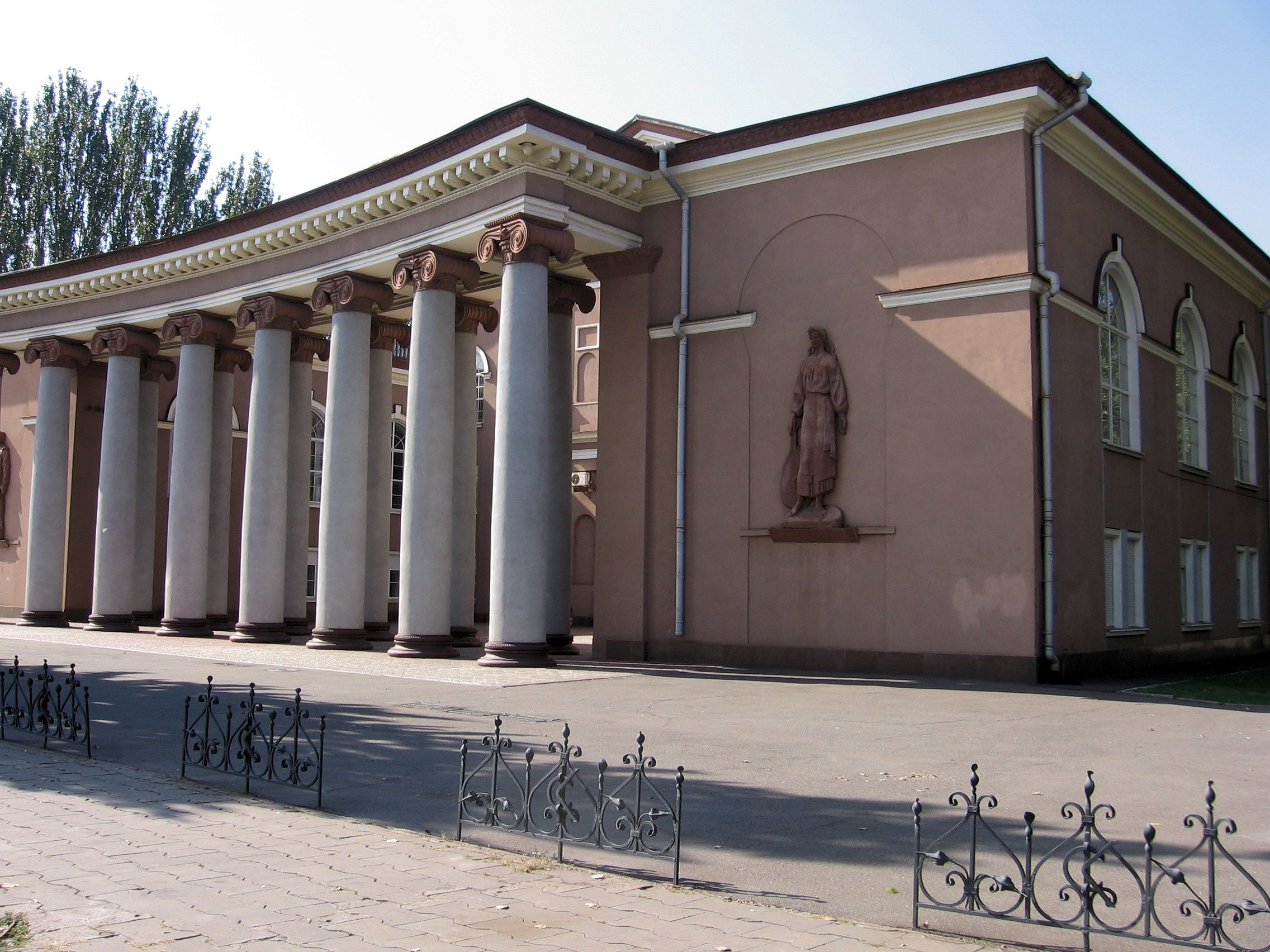
Будинок культури металургів
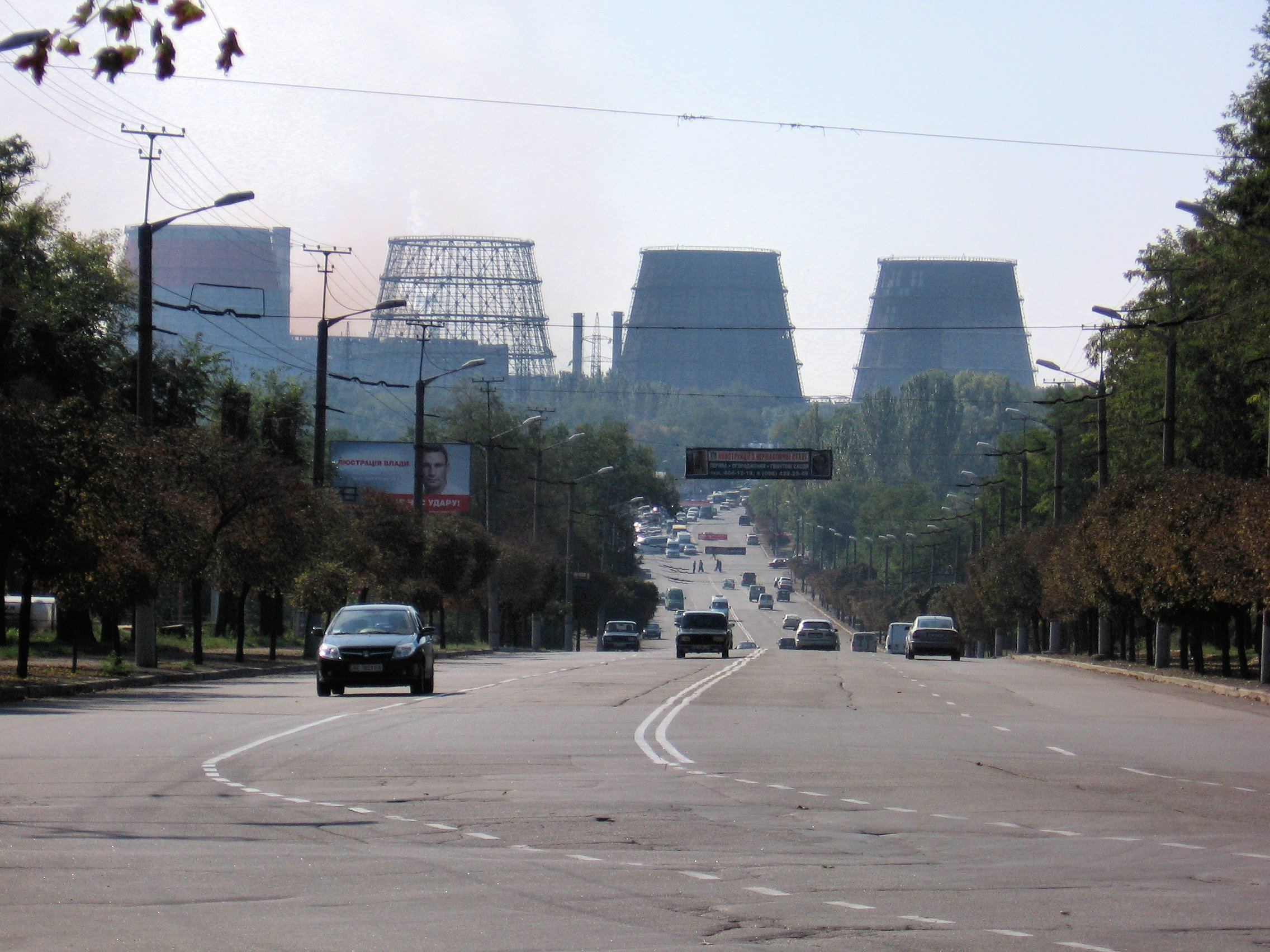
Металургійний завод «АрселорМіттал Кривий Ріг»
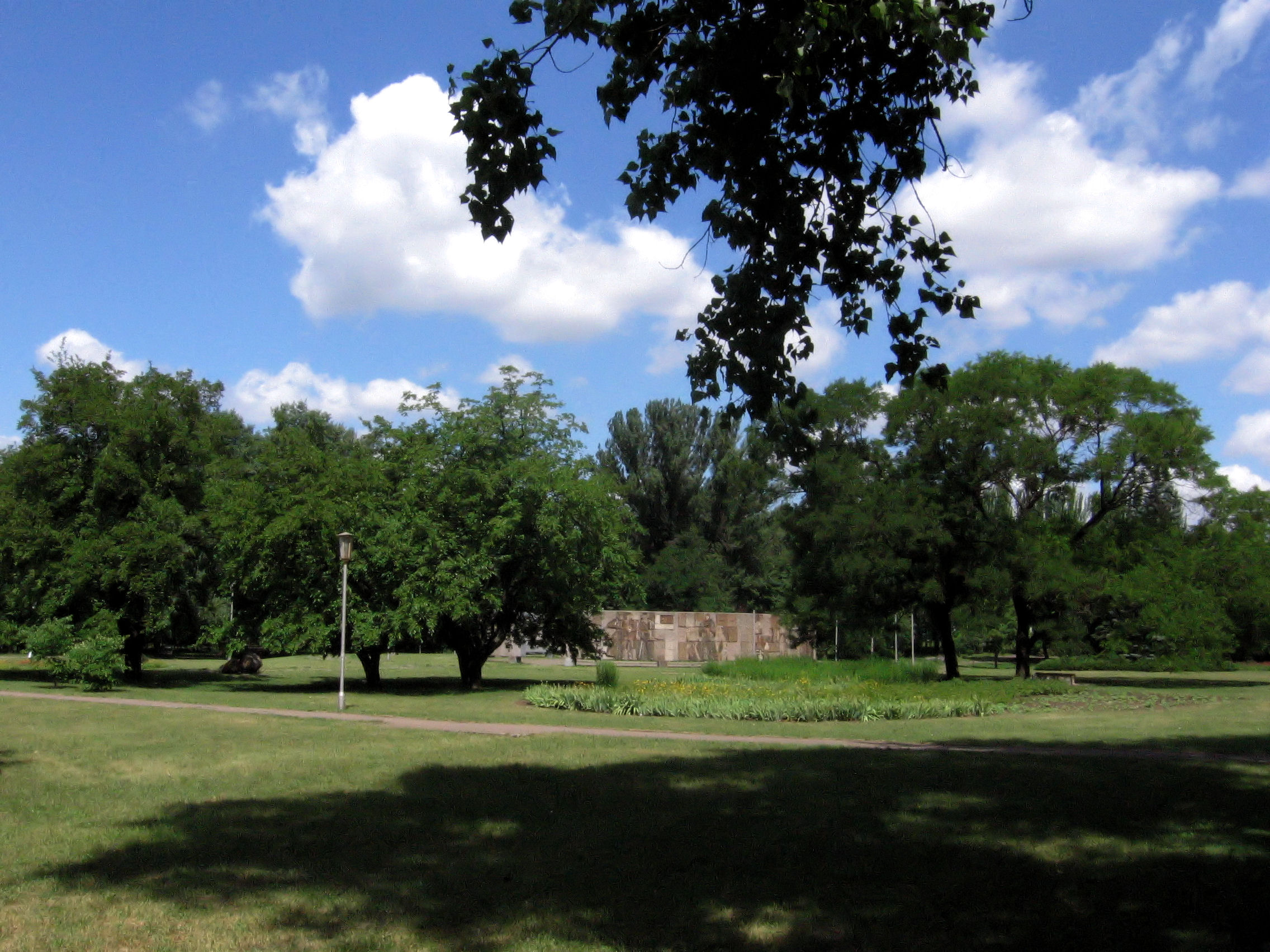
В парку Героїв. 2011 рік